# Forstera bidwillii
Forstera bidwillii är en tvåhjärtbladig växtart som beskrevs av Joseph Dalton Hooker. Forstera bidwillii ingår i släktet Forstera och familjen Stylidiaceae. Utöver nominatformen finns också underarten F. b. densifolia.